# Приватни живот Шерлока Холмса
Приватни живот Холмса (енгл. The Private Life of Sherlock Holmes) је детективски филм из 1970. године, режисера Билија Вајлдера, који је и написао сценарио заједно са И. А. Л. Дајмондом. Филм нуди помало пародични поглед на Шерлока Холмса и показује разлику између „правог” Холмса и лика којег је доктор Вотсон приказао у својим причама за часопис Странд. Роберт Стивенс је у улози Холмса, док Колин Блејкли тумачи улогу Вотсона.
Стивен Мофат и Марк Гатис, креатори и сценаристи награђиване серије Шерлок, изјавили су да је овај филм био једна од инспирација за њихову серију.
Мајкл Хардвик и Моли Хардвик су објавили новелизацију овог филма.

## Радња
Филм је подељен у две одвојене, неповезане приче. У првој и краћој од њих, августа 1887. године, Шерлоку Холмсу добија позив од Рогожина, у име познате руске балерине, мадам Петрове. Мадам Петрова је пред одласком у пензију и жели да има дете. Она предлаже да Холмс буде отац њеног детета, за кога се нада да ће наследити њену лепоту и његов интелект. Холмс успева да се извуче тврдећи да је доктор Вотсон његов љубавник, што изазива велико срамоћење доктора. У њиховом стану у Улици Бејкер 221б, Вотсон се суочава са Холмсом о стварности гласина које су уследиле, а Холмс само изјављује да је Вотсон „дрзак” након што је упитао Холмса да ли је имао односе са женама.
У главној причи, Белгијанка, Габријела Валадон, извађена је из реке Темзе и доведена у њихов стан. Она моли Холмса да пронађе њеног несталог супруга инжењера. Истрага која је уследила води их до замка у Шкотској. Успут срећу групу монаха и неколико кепеца, а Вотсон наизглед примећује чудовиште из Лох Неса. Они примећују како се у замак преносе канаринци и сумпорна киселина, па закључују да се канаринци користе за откривање гаса хлора који настаје када се сумпорна киселина комбинује са водом (Ово је хемијски немогуће; у сумпорној киселини нема хлора.)
Испоставља се да је Шерлоков брат Мајкрофт укључен у изградњу подморнице за британску морнарицу, уз помоћ господина Валадона. Када је изведена на тестирање, прерушена је у језерско чудовиште. Кепеци су регрутовани као чланови посаде јер заузимају мање простора и потребно им је мање ваздуха. Кад се сретну, Мајкрофт обавештава Шерлока да је његов клијент заправо врхунска немачка шпијунка Илса фон Хофманстал, послата да украде подморницу. „Монаси” су заправо немачки морнари.
Краљица Викторија стиже на инспекцију новог оружја, али се противи његовој неспортској природи. Она наређује огорченом Мајкрофту да га уништи, па га он прикладно оставља неосигураним како би монаси могли да га узму (намештајући га да потоне када буде потопљен). Илса је ухапшена како би могли да је замене за свог британског колегу.
У завршној сцени неколико месеци касније, Шерлок добија поруку од свог брата, у којој му каже да је Илса ухапшена као шпијун у Јапану, а затим стрељана. Сломљеног срца, детектив се повлачи у своју собу тражећи утеху у 7% раствору кокаина.

## Улоге
| Глумац          | Улога                                   |
| --------------- | --------------------------------------- |
| Роберт Стивенс  | Шерлок Холмс                            |
| Колин Блејкли   | доктор Џон Вотсон                       |
| Женевјев Паж    | Габријела Валадон / Илса фон Хофманстал |
| Кристофер Ли    | Мајкрофт Холмс                          |
| Ајрин Хендл     | госпођа Хадсон                          |
| Клајв Ревил     | Рогожин                                 |
| Тамара Туманова | мадам Петрова                           |
| Моли Морин      | краљица Викторија                       |

## Продукција

### Кастинг
Били Вајлдер, велики обожавалац Шерлока Холмса, дуго је тежио адаптирању прича о Холмсу у виду мјузикла. Након два неуспешна покушаја 1955. и 1963. године, одлучио је да се креира не-мјузикл сценарио са сарадником И. А. Л. Дајмондом.
У почетку, Вајлдер је планирао да улогу Холмса тумачи Питер О’Тул, а да улога Вотсона припадне Питеру Селерсу. Никол Вилијамсон, који је касније глумио Холмса у филму Седмопроцентно решење, такође је узет у обзир за ову улогу. Рекс Харисон је тражио улогу Холмса, али Вајлдер није био заинтересован.
Кристофер Ли је преузео улогу Мајкрофта Холмса од Џорџа Сандерса, који се повукао због лошег здравственог стања.

### Снимање
Сложени филмски сетови су изграђени у околини Пајнвуд студија, који су укључујући и 150 јарди дугу реплику Улице Бејкер, по цени од 80.000 фунти. Репродукција Диогеновог Клуба постојала је све до 1973. године и коришћена је у другим филмовима, као што су Руке Трбосека и Наставите када вам је пригодно. Сетове је дизајнирао уметнички директор Александар Траунер.
Сцене смештене у Шкотску снимљене су на локацији у дворцу Аркарт на обали Лох Неса; Килмартин дворани на Лох Миклију; железничкој станици Наирн. Сцена на гробљу са Стенлијем Холовејом снимљена је у цркви Свете Марије у Винкфилду, Беркшир. Самерсетски дом у Лондону и Лондонски колосеум су такође коришћени као локације снимања. Дворац Стјуарт и Елен Донан у Шкотској, као и Бродвејски торањ у Вустерширу се појављују накратко.

### Избрисане сцене
Прва верзија филма трајала је приближно три сата и двадесет минута. Као резултат тога, велики делови филма су исечени. Све следеће сцене су снимљене, али су на инсистирање студија исечене из коначног издања. Оно што је остало од њих убачено је у диск издање филма. Ниједна сцена није преживела у свом потпуном облику, и са филмским и аудио снимцима.
Избрисане сцене укључују:
- Савремени пролог у којем унук доктора Вотсона, такође доктор Вотсон (канадски ветеринар), кога такође глуми Колин Блејкли, посећује лондонску банку да потражи дедине ствари. Шеф банке, Хавелок-Смит, (Џон Вилијамс) доноси Вотсону сеф његовог деде, које садржи Холмсове и Вотсонове ствари, заједно са бројним необјављеним причама. (Ова сцена је потпуно изгубљена, преживеле су само фотографије и сценарио)
- Пролог затим прелази у део филма смештен у 1887. годину. Срећемо Холмса и Вотсона док се возом враћају у Лондон, управо решивши случај у Јоркширу. Рашчупан човек улети у њихов одељак и одмах заспи. На основу бројних трагова, Холмс закључује да је човек учитељ италијанске музике који је имао аферу са супругом племића, након чега је ухваћен, скочио кроз прозор и утрчао у воз. Ова сцена прелази у њихов долазак у Улицу Бејкер 221б, што се види у крајњем филму. (Преживео је само звук ове сцене, заједно са продукцијским фотографијама)
- „Необичан случај собе окренуте наопачке” − Инспектор Лестрад посећује Холмса и Вотсона и тражи помоћ у решавању наизглед немогућег случаја леша пронађеног у просторији која је откривена потпуно наопачке, са намештајем на плафону. Њих тројица посећују место злочина, где Холмс прегледава трагове. Код куће, Холмс закључује да је Вотсон све то инсценирао у покушају да побуди Холмсово интересовање, извуче пријатеља из дубоке депресије и одвикне га од кокаина. Вотсон је бесан што је његов трик откривен и што његов пријатељ намерава да настави да користи дрогу. Прети да ће се иселити, али Холмс уништава његове бочице кокаина. Вотсон пристаје да остане, и схватамо да су Холмсове уништене бочице биле празне, као и да је сакрио пуне бочице у своју кутију за виолину. (Само звук за ову секвенцу је сачуван, заједно са продукцијским фотографијама)
- „Запањени детектив” − Током сцене у филму где Холмс путује возом у Шкотску са Габријелом, првобитно је постојала сцена са флешбеком у којој јој је причао о својим студентским данима на Оксфорду. Холмс се заљубио у прелепу девојку издалека. Након што је Холмсов тим победио у трци против Кембриџа, како би прославили, удружили су свој новац и одржали лутрију, а победник би добио време са проститутком (Џени Хенли). Холмс је победио, али је био нервозан, јер није желео да укаља своју љубав према девојци коју је видео. Онда се проститутка окренула и он је схватио да је то та иста девојка. Холмс каже Габријели да га је ова епизода научила да емоционална укљученост није вредна ризика за некога на његовој позицији. (Ова сцена је потпуно изгубљена, преживеле су само фотографије и сценарио)
- „Ужасан посао голих медених младенаца” − Док се Холмс и Вотсон враћају у Енглеску преко океана, решивши случај за султана у Цариграду, Холмс се жали да је било ко могао решити случај, чак и Вотсон. Кад се на броду открије убиство, Холмс каже Вотсону да сам покуша да реши случај. Холмс посматра, не говорећи ништа, како Вотсон одлази у погрешну кабину, где проналази пар младенаца на меденом месецу који су се онесвестили пијани, голи, у кревету. Грешком их сматрајући жртвама убиства, Вотсон почиње да закључује сложено решење засновано на „доказима” које види око себе, док Холмс слуша, забављен. Кад се љубавници пробуде, Холмс каже Вотсону да је отишао у погрешну кабину, а Вотсон одлучује да више не покушава да реши случај. (Преживели су само филмски снимци за ову секвенцу, звук је изгубљен)
- Сцена епилога, одмах након што се Холмс повуче у своју собу да употреби кокаин сазнавши за смрт Габријеле/Илсе, у којој инспектор Лестрад стиже у Улицу Бејкер 221б и тражи од Вотсона Холмсову помоћ у решавању текућих убистава Џека Трбосека. Вотсон са жаљењем каже да је Холмс заузет и да мора да одбије. Лестрад уверава Вотсона да Скотланд Јард може решити случај без Холмеса. (Преживео је само звук за ову сцену)
- Још једна избрисана сцена укључивала је Рогожина који је стигао у Улицу Бејкер 221б како би Холмсу дао Страдиваријус који му је обећала мадам Петрова. И даље верујући у Холмсову причу да су и он и Вотсон љубавници, Рогожин нуди руже Вотсону. Монтажер Ернест Волтер неуспешно је тврдио да је ово последња сцена филма, направљена по узору на последњу сцену филма Неки то воле вруће, али Били Вајлдер је то одбио, преферирајући да филм заврши на жалоснији начин. (Ова сцена није преживела)

### Изгубљени Лох Нес реквизит
Модел чудовишта из Лох Неса дуг 9 метара изграђен је за потребе филма 1969. године. Модел је укључивао врат и две грбе и снимљен је уз пристаниште код кога су снимани делови филма. Били Вајлдер није желео грбе и затражио је њихово уклањање, упркос упозорењима да ће то утицати на његову пловнсот. Као резултат тога, модел је потонуо. Модел је поново откривен у априлу 2016. током шкотске експедиције како би пронашли чудовиште из Лох Неса.

### Подтекст
Режисер Били Вајлдер изјавио је да је првобитно намеравао да Холмса прикаже експлицитно као потиснутог хомосексуалца, наводећи: „Требало је да будем одважнији. Имам ову теорију. Хтео сам да имам Холмса хомосексуалца и то не признајем никоме, укључујући можда чак ни себи. Терет чувања тајне био је разлог зашто је узимао дрогу.” Холмсови лични интереси, а посебно његова осећања према Вотсону, остају двосмислени у филму, укључујући, али не ограничавајући се на Холмсово признање да „није свесрдни обожаватељ женског рода”, уживање које извлачи имплицирајући странцима да су он и Вотсон љубавници, и његова изјава да је Вотсон „дрзак” због претпостављања да је у његовом животу било жена, између осталих. Марк Гатис је назвао Приватни живот Шерлока Холмса „филмом који му је променио живот” из овог разлога: „То је фантастично меланхоличан филм. Однос између Шерлока и Вотсона се прелепо третира; Шерлок се у њега ефективно заљубљује, али то је тако очајнички неизговорено”.

## Пријем
По изласку филма у америчким биоскопима, Винсент Канби га је назвао „релативно благим Билијем Вајлдером и прилично одважним Шерлоком Холмсом, можда не савршеним миксом, али драгим и забавним”. Ким Њуман, у својој оцени у часопису Емпајер, описао га је као „најбољи филм о Шерлоку Холмсу икада снимљен” и „јако потцењен у Вајлдеровом канону”. Роџер Иберт био је критичнији, дајући филму две и по звездице од четири. Написао је да му „разочаравајуће недостаје залогај и софистицираност”, да „почиње довољно обећавајуће”, али да се „пре него што је прошло 20 минута, Вајлдер задовољио једноставним испричавањем авантуре Шерлока Холмса”. Џин Сискел дао је филму једну и по звездицу од четири и назвао га је „конвенционалном и не баш добро написаном мистеријом” која је изгледала као да је „Вајлдер имао довољно идеје за сцену телевизијске естраде, али нажалост сматрао је потребном да се прошири у филм”. Чарлс Чамплин из Лос Анђелес тајмса написао је да је „цео ефекат филма нека врста љубазне благости која, с обзиром на очекивања која имате од Билија Вајлдера, представља разочарење”.
Питер Бредшо из Гардијана, у својој оцени из 2002. године, написао је: „Били Вајлдеров карактеристичан, безобзиран став о највећем консултантском детективу на свету држи се прилично добро након 32 године; не бисте очекивали ништа друго, у режији Вајлдера и према сценарију дугогодишњег му сарадника И. А. Л. Дајмонда, до смешног и гледљивог, а ово је обоје.”

## Кућни медији
Године 1994, Image Entertainment је објавио филм на ЛасерДиску, под именом Приватни живот Шерлока Холмса: Специјално издање; ова верзија укључује „Ужасан посао голих медених младенаца”; секвенца је титлована јер није био доступан звук.
У ДВД издању за Регион 1 обновљени су делови избрисаних сцена које се састоје од звучних записа и низа фотографија. Кино Лорбер је 22. јула 2014. објавио Блу-реј издање. Оно укључује избрисане сцене и бонус материјал.